# Anuel AA/Auszeichnungen für Musikverkäufe

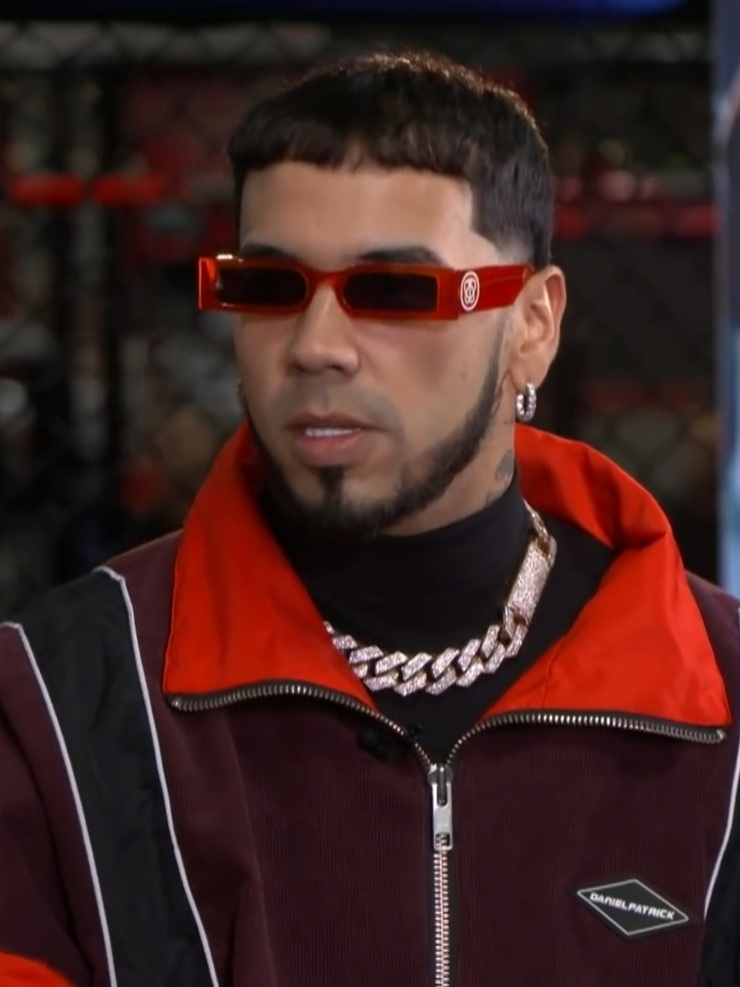
Anuel AA (2022)

Dies ist eine Übersicht über die Auszeichnungen für Musikverkäufe des puerto-ricanischen Sängers und Rappers Anuel AA. Die Auszeichnungen finden sich nach ihrer Art (Gold, Platin usw.), nach Staaten getrennt in chronologischer Reihenfolge, geordnet sowie nach den Tonträgern selbst, ebenfalls in chronologischer Reihenfolge, getrennt nach Medium (Alben, Singles usw.), wieder.

## Auszeichnungen
| - Argentinien - 2022: für die Single Location - Brasilien - 2023: für die Single Reloj - 2024: für das Lied Familia - Chile - 2018: für die Single Bebé - 2018: für die Single Culpables - Frankreich - 2019: für die Single China - 2021: für die Single Bebé - Griechenland - 2024: für das Lied Mala - Italien - 2019: für die Single Bebé - 2019: für die Single Sola - 2020: für die Single Me gusta - 2020: für die Single Adicto - 2021: für die Single Verte ir - 2022: für das Album Emmanuel - 2023: für die Single Amanece - 2023: für das Lied Hasta que Dios diga - 2023: für die Single Te quemaste - Mexiko - 2020: für das Lied Hasta que Dios diga - 2020: für das Lied Reggaetonera - 2025: für die Single Deportivo - Polen - 2021: für die Single Me gusta - Portugal - 2020: für die Single Secreto - 2022: für die Single Adicto - Spanien - 2019: für die Single Controla - 2020: für das Album Real hasta la muerte - 2021: für die Single Dictadura - 2021: für das Lied Nena buena - 2023: für das Album Las leyendas nunca mueren - 2023: für das Album Los dioses - 2024: für die Single 47 - 2024: für die Single Cambio - 2024: für die Single La bebé (Remix) - 2024: für die Single Mercedes Tintea - 2024: für die Single Soldado y Profeta - 2024: für die Single Tú no amas - 2024: für das Lied Bandido - 2024: für die Single Guayo - 2024: für die Single LHNA - 2024: für die Single Por mi reggae muero 2020 - 2024: für das Lied Los Dioses - 2024: für das Lied Na’ nuevo - 2024: für das Lied Naturaleza - 2024: für das Lied North Carolina - 2024: für das Lied Supuestamente - 2024: für das Lied Te Necesito - 2024: für die Single Con silenciador - 2024: für die Single Mejor que yo - 2024: für die Single Elegí (Remix) - 2024: für das Lied Así soy yo - 2024: für die Single Duro - 2024: für die Single 3 de Abril - 2024: für das Lied Espina - 2024: für die Single Tu Me Enamoraste (Remix) - 2024: für das Lied Vibra - 2024: für das Album LLNM2 - 2024: für das Lied Brother - 2024: für die Single Ayer - 2024: für das Lied Esa cruz - 2024: für die Single Kilerito - 2024: für die Single VVS Switch (Remix) - 2024: für das Lied McGregor - 2024: für die Single Serio con ese q - 2025: für die Single En el castillo - 2025: für die Single Deportivo - 2025: für die Single No Love - 2025: für die Single El nene - 2025: für die Single Esclava (Remix) - Uruguay - 2022: für die Single Dices que te vas - Vereinigte Staaten - 2018: für die Single Liberace (Latin) - 2018: für die Single 47 (Latin) - 2018: für die Single Thinkin (Latin) - 2019: für die Single Ella y yo (Remix) (Latin) - 2019: für die Single China (Latin) - 2019: für die Single Uptown Vibes (Remix) - 2020: für die Single La bebé (Remix) (Latin) - 2020: für die Single Por mi reggae muero 2020 (Latin) - 2021: für die Single Diosa (Remix) (Latin) - 2023: für die Single Hablame (Latin) - 2023: für die Single Hablame 2 (Latin) - 2024: für die Single Yes - 2024: für die Single Bellakita (Latin) - 2025: für die Single Wya Remix Black and Yellow (Latin) - 2025: für die Single Sur y norte (Latin) - Zentralamerika - 2018: für die Single Bebe | - Brasilien - 2023: für die Single Secreto - 2024: für die Single Adicto - Chile - 2019: für die Single Secreto - 2021: für die Single Location - 2022: für die Single Ley seca - Frankreich - 2024: für das Lied Mala - Italien - 2019: für das Lied Mala - 2019: für die Single Secreto - 2021: für die Single Ella Quiere Beber (Remix) - Kanada - 2024: für die Single Me gusta - Mexiko - 2020: für die Single Bebé - 2020: für das Album Emmanuel - 2023: für die Single Delincuente (2019) - 2023: für die Single Delincuente (2022) - 2024: für die Single Reloj - Peru - 2018: für die Single Culpables - Portugal - 2020: für die Single China - Spanien - 2019: für die Single Delincuente (2019) - 2020: für das Album Emmanuel - 2020: für die Single Sola & vacía - 2020: für die Single Don Don - 2020: für die Single Fantasías (Remix) - 2021: für die Single Location - 2024: für die Single ¿Qué Nos Pasó? - 2024: für die Single 23 preguntas - 2024: für die Single Anuel AA: Bzrp Music Session Vol. 46 - 2024: für die Single Fútbol y Rumba - 2024: für die Single La ocasión - 2024: für die Single Más rica que ayer - 2024: für die Single Pacto (Remix) - 2024: für die Single Súbelo - 2024: für das Lied Bandolera - 2024: für das Lied Brindemos - 2024: für die Single Ella y yo - 2024: für das Lied Narcos - 2024: für das Lied Tu No Lo Amas - 2024: für das Lied Yeezy - 2024: für die Single Follow - 2024: für die Single Gan-Ga (Remix) - 2024: für das Lied Está cabrón ser yo - 2024: für die Single Ayer 2 - 2024: für das Lied Pensando en Ti - 2024: für das Lied Reggaetonera - 2024: für die Single Bad Boy - 2024: für das Lied Diablita - 2025: für die Single Triste verano - 2025: für das Lied Pa ti estoy - Vereinigte Staaten - 2018: für die Single 47 (Remix) (Latin) - 2018: für die Single Tu Me Enamoraste (Remix) (Latin) - 2018: für die Single Ella Quiere Beber (Remix) (Latin) - 2019: für die Single Modo de Avion (Latin) - 2019: für das Lied Espina (Latin) - 2019: für das Lied Tu No Lo Amas (Latin) - 2019: für das Lied Te Necesito (Latin) - 2019: für das Lied Bandolera (Latin) - 2019: für das Lied Pensando en Ti (Latin) - 2019: für das Lied Naturaleza (Latin) - 2019: für die Single Tu No Metes Cabra (Remix) (Latin) - 2019: für die Single A solas (Remix) (Latin) - 2019: für die Single Ella y yo (Latin) - 2020: für die Single LHNA (Latin) - 2020: für die Single Adicto - 2021: für die Single Antes (Latin) - 2023: für die Single Presidentes muertos (Latin) - 2025: für die Single Serio con ese q (Latin) - 2025: für die Single Kilerito (Latin) - 2025: für die Single Mirame (Remix) - 2025: für die Single XQCP (Latin) - 2025: für die Single Conversacion con dios - Zentralamerika - 2022: für die Single Location - 2022: für die Single Ley seca - Mexiko - 2020: für die Single Keii - 2021: für die Single Fantasías (Remix) - 2022: für die Single Location - Brasilien - 2023: für die Single Me gusta - Italien - 2021: für die Single China - Mexiko - 2019: für die Single Secreto - 2023: für die Single Te quemaste - 2023: für die Single Elegí (Remix) - Spanien - 2019: für das Lied Mala - 2020: für die Single Aventura - 2020: für die Single Keii - 2020: für die Single Sur y norte - 2024: für die Single Bubalu - 2024: für die Single Culpables - 2024: für das Lied Hipócrita - 2024: für die Single Fiel (Remix) - 2024: für die Single Delincuente (2022) - 2025: für die Single Bby Boo (Remix) - 2025: für die Single A solas (Remix) - 2025: für die Single Sola (Remix) - 2025: für das Lied Jangueo - 2025: für die Single Baila Baila Baila (Remix) - 2025: für die Single Medusa - Uruguay - 2022: für die Single Culpables - Vereinigte Staaten - 2018: für die Single Ayer (Latin) - 2020: für die Single Don Don (Latin) - 2023: für die Single El nene (Latin) - 2023: für die Single Mi Exxx (Latin) - 2023: für die Single Sola & vacía (Latin) | - Mexiko - 2020: für die Single China - Mexiko - 2023: für die Single Whine Up - Peru - 2019: für die Single Secreto - Spanien - 2020: für die Single Whine Up - 2020: für die Single Me gusta - 2020: für das Lied El manual - 2024: für die Single Adictiva - 2024: für die Single Bebé - 2024: für die Single La llevo al cielo - 2024: für die Single Otro trago (Remix) - 2024: für das Lied Quiere beber - 2024: für die Single OA - 2024: für die Single Te quemaste - 2024: für die Single Reloj - Venezuela - 2019: für die Single Secreto - Vereinigte Staaten - 2019: für das Lied Yeezy (Latin) - 2019: für das Lied Hipócrita (Latin) - 2019: für das Lied Na’ nuevo (Latin) - 2023: für das Album LLNM2 (Latin) - 2025: für die Single Deportivo (Latin) - Mexiko - 2020: für die Single Adicto - Spanien - 2021: für die Single La jeepeta (Remix) - 2024: für die Single Adicto - 2024: für die Single Secreto - 2025: für die Single Verte ir - Vereinigte Staaten - 2019: für die Single Asesina (Remix) (Latin) - 2023: für das Album Las leyendas nunca mueren (Latin) - 2023: für die Single Delincuente (2019) - 2024: für die Single Corazón Roto pt. 3 (Latin) - 2024: für die Single OA (Latin) - 2024: für die Single La ocasión (Remix) (Latin) - 2025: für die Single Mejor que yo (Latin) - 2025: für die Single Toki (Latin) - 2025: für die Single Bby Boo (Remix) (Latin) - Zentralamerika - 2022: für die Single Reloj - Spanien - 2024: für die Single Ley seca - 2024: für das Lied Hasta que Dios diga - 2025: für die Single Ella Quiere Beber (Remix) - 2025: für die Single Me gusta - Vereinigte Staaten - 2020: für das Album Emmanuel (Latin) - 2021: für das Album Real hasta la muerte (Latin) - 2021: für die Single Location (Latin) - Ecuador - 2019: für die Single Secreto - Spanien - 2025: für die Single Amanece - Vereinigte Staaten - 2019: für die Single Sola (Remix) (Latin) - 2019: für das Lied Brindemos (Latin) - Spanien - 2024: für die Single China - Vereinigte Staaten - 2023: für die Single Fiel (Remix) (Latin) - 2024: für die Single Tú no amas (Latin) - Vereinigte Staaten - 2019: für das Lied Quiere beber (Latin) - Vereinigte Staaten - 2025: für die Single Más rica que ayer (Latin) - Vereinigte Staaten - 2019: für die Single Amanece (Latin) - Vereinigte Staaten - 2021: für die Single La jeepeta (Remix) (Latin) - Vereinigte Staaten - 2024: für die Single La ocasión (Latin) - Vereinigte Staaten - 2024: für die Single Bubalu (Latin) - 2024: für die Single Verte ir (Latin) - Chile - 2020: für die Single Adicto - Kolumbien - 2019: für die Single Secreto - Mexiko - 2020: für die Single China - 2022: für die Single Location - 2023: für die Single Elegí (Remix) - Vereinigte Staaten - 2019: für die Single Culpables (Latin) - 2019: für die Single Secreto (Latin) - 2021: für die Single Medusa (Latin) - Mexiko - 2024: für die Single Reloj |

## Auszeichnungen nach Alben

### Real hasta la muerte
| Land/Region               | Auszeichnungen für Musikverkäufe (Land/Region, Auszeichnung, Verkäufe) | Verkäufe |
| ------------------------- | ---------------------------------------------------------------------- | -------- |
| Spanien (Promusicae)      | Gold                                                                   | 20.000   |
| Vereinigte Staaten (RIAA) | 6× Platin                                                              | 360.000  |
| Insgesamt                 | 1× Gold · 6× Platin ·                                                  | 380.000  |

### Emmanuel
| Land/Region               | Auszeichnungen für Musikverkäufe (Land/Region, Auszeichnung, Verkäufe) | Verkäufe |
| ------------------------- | ---------------------------------------------------------------------- | -------- |
| Italien (FIMI)            | Gold                                                                   | 25.000   |
| Mexiko (AMPROFON)         | Platin                                                                 | 60.000   |
| Spanien (Promusicae)      | Platin                                                                 | 40.000   |
| Vereinigte Staaten (RIAA) | 6× Platin                                                              | 360.000  |
| Insgesamt                 | 1× Gold · 8× Platin ·                                                  | 485.000  |

### Los dioses
| Land/Region          | Auszeichnungen für Musikverkäufe (Land/Region, Auszeichnung, Verkäufe) | Verkäufe |
| -------------------- | ---------------------------------------------------------------------- | -------- |
| Spanien (Promusicae) | Gold                                                                   | 20.000   |
| Insgesamt            | 1× Gold ·                                                              | 20.000   |

### Las leyendas nunca mueren
| Land/Region               | Auszeichnungen für Musikverkäufe (Land/Region, Auszeichnung, Verkäufe) | Verkäufe |
| ------------------------- | ---------------------------------------------------------------------- | -------- |
| Spanien (Promusicae)      | Gold                                                                   | 20.000   |
| Vereinigte Staaten (RIAA) | 4× Platin                                                              | 240.000  |
| Insgesamt                 | 1× Gold · 4× Platin ·                                                  | 260.000  |

### LLNM2
| Land/Region               | Auszeichnungen für Musikverkäufe (Land/Region, Auszeichnung, Verkäufe) | Verkäufe |
| ------------------------- | ---------------------------------------------------------------------- | -------- |
| Spanien (Promusicae)      | Gold                                                                   | 20.000   |
| Vereinigte Staaten (RIAA) | 3× Platin                                                              | 180.000  |
| Insgesamt                 | 1× Gold · 3× Platin ·                                                  | 200.000  |

## Auszeichnungen nach Singles

### Soldado y Profeta
| Land/Region          | Auszeichnungen für Musikverkäufe (Land/Region, Auszeichnung, Verkäufe) | Verkäufe |
| -------------------- | ---------------------------------------------------------------------- | -------- |
| Spanien (Promusicae) | Gold                                                                   | 30.000   |
| Insgesamt            | 1× Gold ·                                                              | 30.000   |

### Ella y yo
| Land/Region               | Auszeichnungen für Musikverkäufe (Land/Region, Auszeichnung, Verkäufe) | Verkäufe |
| ------------------------- | ---------------------------------------------------------------------- | -------- |
| Spanien (Promusicae)      | Platin                                                                 | 60.000   |
| Vereinigte Staaten (RIAA) | Platin                                                                 | 60.000   |
| Insgesamt                 | 2× Platin ·                                                            | 120.000  |

### La ocasión
| Land/Region               | Auszeichnungen für Musikverkäufe (Land/Region, Auszeichnung, Verkäufe) | Verkäufe  |
| ------------------------- | ---------------------------------------------------------------------- | --------- |
| Spanien (Promusicae)      | Platin                                                                 | 60.000    |
| Vereinigte Staaten (RIAA) | 18× Platin                                                             | 1.080.000 |
| Insgesamt                 | 7× Platin · 1× Diamant ·                                               | 1.140.000 |

### Tu Me Enamoraste (Remix)
| Land/Region               | Auszeichnungen für Musikverkäufe (Land/Region, Auszeichnung, Verkäufe) | Verkäufe |
| ------------------------- | ---------------------------------------------------------------------- | -------- |
| Spanien (Promusicae)      | Gold                                                                   | 30.000   |
| Vereinigte Staaten (RIAA) | Platin                                                                 | 60.000   |
| Insgesamt                 | 1× Gold · 1× Platin ·                                                  | 90.000   |

### Hablame
| Land/Region               | Auszeichnungen für Musikverkäufe (Land/Region, Auszeichnung, Verkäufe) | Verkäufe |
| ------------------------- | ---------------------------------------------------------------------- | -------- |
| Vereinigte Staaten (RIAA) | Gold                                                                   | 30.000   |
| Insgesamt                 | 1× Gold ·                                                              | 30.000   |

### Sola
| Land/Region          | Auszeichnungen für Musikverkäufe (Land/Region, Auszeichnung, Verkäufe) | Verkäufe |
| -------------------- | ---------------------------------------------------------------------- | -------- |
| Italien (FIMI)       | Gold                                                                   | 25.000   |
| Spanien (Promusicae) | 3× Platin                                                              | 120.000  |
| Insgesamt            | 1× Gold · 3× Platin ·                                                  | 145.000  |

### En el castillo
| Land/Region          | Auszeichnungen für Musikverkäufe (Land/Region, Auszeichnung, Verkäufe) | Verkäufe |
| -------------------- | ---------------------------------------------------------------------- | -------- |
| Spanien (Promusicae) | Gold                                                                   | 30.000   |
| Insgesamt            | 1× Gold ·                                                              | 30.000   |

### Esclava (Remix)
| Land/Region          | Auszeichnungen für Musikverkäufe (Land/Region, Auszeichnung, Verkäufe) | Verkäufe |
| -------------------- | ---------------------------------------------------------------------- | -------- |
| Spanien (Promusicae) | Gold                                                                   | 30.000   |
| Insgesamt            | 1× Gold ·                                                              | 30.000   |

### Liberace
| Land/Region               | Auszeichnungen für Musikverkäufe (Land/Region, Auszeichnung, Verkäufe) | Verkäufe |
| ------------------------- | ---------------------------------------------------------------------- | -------- |
| Vereinigte Staaten (RIAA) | Gold                                                                   | 30.000   |
| Insgesamt                 | 1× Gold ·                                                              | 30.000   |

### No Love
| Land/Region          | Auszeichnungen für Musikverkäufe (Land/Region, Auszeichnung, Verkäufe) | Verkäufe |
| -------------------- | ---------------------------------------------------------------------- | -------- |
| Spanien (Promusicae) | Gold                                                                   | 30.000   |
| Insgesamt            | 1× Gold ·                                                              | 30.000   |

### Ella y yo (Remix)
| Land/Region               | Auszeichnungen für Musikverkäufe (Land/Region, Auszeichnung, Verkäufe) | Verkäufe |
| ------------------------- | ---------------------------------------------------------------------- | -------- |
| Vereinigte Staaten (RIAA) | Gold                                                                   | 30.000   |
| Insgesamt                 | 1× Gold ·                                                              | 30.000   |

### Hablame 2
| Land/Region               | Auszeichnungen für Musikverkäufe (Land/Region, Auszeichnung, Verkäufe) | Verkäufe |
| ------------------------- | ---------------------------------------------------------------------- | -------- |
| Vereinigte Staaten (RIAA) | Gold                                                                   | 30.000   |
| Insgesamt                 | 1× Gold ·                                                              | 30.000   |

### 47
| Land/Region               | Auszeichnungen für Musikverkäufe (Land/Region, Auszeichnung, Verkäufe) | Verkäufe |
| ------------------------- | ---------------------------------------------------------------------- | -------- |
| Spanien (Promusicae)      | Gold                                                                   | 30.000   |
| Vereinigte Staaten (RIAA) | Gold                                                                   | 30.000   |
| Insgesamt                 | 2× Gold ·                                                              | 60.000   |

### Sola (Remix)
| Land/Region               | Auszeichnungen für Musikverkäufe (Land/Region, Auszeichnung, Verkäufe) | Verkäufe |
| ------------------------- | ---------------------------------------------------------------------- | -------- |
| Spanien (Promusicae)      | 2× Platin                                                              | 120.000  |
| Vereinigte Staaten (RIAA) | 7× Platin                                                              | 420.000  |
| Insgesamt                 | 9× Platin ·                                                            | 540.000  |

### La ocasión (Remix)
| Land/Region               | Auszeichnungen für Musikverkäufe (Land/Region, Auszeichnung, Verkäufe) | Verkäufe |
| ------------------------- | ---------------------------------------------------------------------- | -------- |
| Vereinigte Staaten (RIAA) | 4× Platin                                                              | 240.000  |
| Insgesamt                 | 4× Platin ·                                                            | 240.000  |

### 47 (Remix)
| Land/Region               | Auszeichnungen für Musikverkäufe (Land/Region, Auszeichnung, Verkäufe) | Verkäufe |
| ------------------------- | ---------------------------------------------------------------------- | -------- |
| Vereinigte Staaten (RIAA) | Platin                                                                 | 60.000   |
| Insgesamt                 | 1× Platin ·                                                            | 60.000   |

### Ayer
| Land/Region               | Auszeichnungen für Musikverkäufe (Land/Region, Auszeichnung, Verkäufe) | Verkäufe |
| ------------------------- | ---------------------------------------------------------------------- | -------- |
| Spanien (Promusicae)      | Gold                                                                   | 30.000   |
| Vereinigte Staaten (RIAA) | 2× Platin                                                              | 120.000  |
| Insgesamt                 | 1× Gold · 2× Platin ·                                                  | 150.000  |

### Ayer 2
| Land/Region          | Auszeichnungen für Musikverkäufe (Land/Region, Auszeichnung, Verkäufe) | Verkäufe |
| -------------------- | ---------------------------------------------------------------------- | -------- |
| Spanien (Promusicae) | Platin                                                                 | 60.000   |
| Insgesamt            | 1× Platin ·                                                            | 60.000   |

### Tu No Metes Cabra (Remix)
| Land/Region               | Auszeichnungen für Musikverkäufe (Land/Region, Auszeichnung, Verkäufe) | Verkäufe |
| ------------------------- | ---------------------------------------------------------------------- | -------- |
| Vereinigte Staaten (RIAA) | Platin                                                                 | 60.000   |
| Insgesamt                 | 1× Platin ·                                                            | 60.000   |

### Thinkin’
| Land/Region               | Auszeichnungen für Musikverkäufe (Land/Region, Auszeichnung, Verkäufe) | Verkäufe |
| ------------------------- | ---------------------------------------------------------------------- | -------- |
| Vereinigte Staaten (RIAA) | Gold                                                                   | 30.000   |
| Insgesamt                 | 1× Gold ·                                                              | 30.000   |

### Bebé
| Land/Region          | Auszeichnungen für Musikverkäufe (Land/Region, Auszeichnung, Verkäufe) | Verkäufe |
| -------------------- | ---------------------------------------------------------------------- | -------- |
| Chile (IFPI)         | Gold                                                                   | 60.000   |
| Frankreich (SNEP)    | Gold                                                                   | 100.000  |
| Italien (FIMI)       | Gold                                                                   | 25.000   |
| Mexiko (AMPROFON)    | Platin                                                                 | 60.000   |
| Spanien (Promusicae) | 3× Platin                                                              | 180.000  |
| Zentralamerika (CFC) | Gold                                                                   | 35.000   |
| Insgesamt            | 4× Gold · 4× Platin ·                                                  | 460.000  |

### Culpables
| Land/Region               | Auszeichnungen für Musikverkäufe (Land/Region, Auszeichnung, Verkäufe) | Verkäufe |
| ------------------------- | ---------------------------------------------------------------------- | -------- |
| Chile (IFPI)              | Gold                                                                   | 60.000   |
| Peru (UNIMPRO)            | Platin                                                                 | 6.000    |
| Spanien (Promusicae)      | 2× Platin                                                              | 120.000  |
| Uruguay (CUD)             | 2× Platin                                                              | 6.000    |
| Vereinigte Staaten (RIAA) | Diamant                                                                | 600.000  |
| Insgesamt                 | 1× Gold · 5× Platin · 1× Diamant ·                                     | 792.000  |

### Con silenciador
| Land/Region          | Auszeichnungen für Musikverkäufe (Land/Region, Auszeichnung, Verkäufe) | Verkäufe |
| -------------------- | ---------------------------------------------------------------------- | -------- |
| Spanien (Promusicae) | Gold                                                                   | 30.000   |
| Insgesamt            | 1× Gold ·                                                              | 30.000   |

### Asesina (Remix)
| Land/Region               | Auszeichnungen für Musikverkäufe (Land/Region, Auszeichnung, Verkäufe) | Verkäufe |
| ------------------------- | ---------------------------------------------------------------------- | -------- |
| Vereinigte Staaten (RIAA) | 4× Platin                                                              | 240.000  |
| Insgesamt                 | 4× Platin ·                                                            | 240.000  |

### Ella quiere beber (Remix)
| Land/Region               | Auszeichnungen für Musikverkäufe (Land/Region, Auszeichnung, Verkäufe) | Verkäufe |
| ------------------------- | ---------------------------------------------------------------------- | -------- |
| Italien (FIMI)            | Platin                                                                 | 70.000   |
| Spanien (Promusicae)      | 5× Platin                                                              | 300.000  |
| Vereinigte Staaten (RIAA) | Platin                                                                 | 60.000   |
| Insgesamt                 | 7× Platin ·                                                            | 430.000  |

### Bubalu
| Land/Region               | Auszeichnungen für Musikverkäufe (Land/Region, Auszeichnung, Verkäufe) | Verkäufe  |
| ------------------------- | ---------------------------------------------------------------------- | --------- |
| Spanien (Promusicae)      | 2× Platin                                                              | 120.000   |
| Vereinigte Staaten (RIAA) | 24× Platin                                                             | 1.440.000 |
| Insgesamt                 | 6× Platin · 2× Diamant ·                                               | 1.560.000 |

### Adictiva
| Land/Region          | Auszeichnungen für Musikverkäufe (Land/Region, Auszeichnung, Verkäufe) | Verkäufe |
| -------------------- | ---------------------------------------------------------------------- | -------- |
| Spanien (Promusicae) | 3× Platin                                                              | 180.000  |
| Insgesamt            | 3× Platin ·                                                            | 180.000  |

### Uptown Vibes (Remix)
| Land/Region               | Auszeichnungen für Musikverkäufe (Land/Region, Auszeichnung, Verkäufe) | Verkäufe |
| ------------------------- | ---------------------------------------------------------------------- | -------- |
| Vereinigte Staaten (RIAA) | Gold                                                                   | 500.000  |
| Insgesamt                 | 1× Gold ·                                                              | 500.000  |

### A solas (Remix)
| Land/Region               | Auszeichnungen für Musikverkäufe (Land/Region, Auszeichnung, Verkäufe) | Verkäufe |
| ------------------------- | ---------------------------------------------------------------------- | -------- |
| Spanien (Promusicae)      | 2× Platin                                                              | 120.000  |
| Vereinigte Staaten (RIAA) | Platin                                                                 | 60.000   |
| Insgesamt                 | 3× Platin ·                                                            | 180.000  |

### Amanece
| Land/Region               | Auszeichnungen für Musikverkäufe (Land/Region, Auszeichnung, Verkäufe) | Verkäufe  |
| ------------------------- | ---------------------------------------------------------------------- | --------- |
| Italien (FIMI)            | Gold                                                                   | 50.000    |
| Spanien (Promusicae)      | 7× Platin                                                              | 420.000   |
| Vereinigte Staaten (RIAA) | 13× Platin                                                             | 780.000   |
| Insgesamt                 | 1× Gold · 10× Platin · 1× Diamant ·                                    | 1.250.000 |

### Secreto
| Land/Region               | Auszeichnungen für Musikverkäufe (Land/Region, Auszeichnung, Verkäufe) | Verkäufe  |
| ------------------------- | ---------------------------------------------------------------------- | --------- |
| Brasilien (PMB)           | Platin                                                                 | 40.000    |
| Chile (IFPI)              | Platin                                                                 | 120.000   |
| Ecuador (SOPROFON)        | 7× Platin                                                              | 42.000    |
| Italien (FIMI)            | Platin                                                                 | 50.000    |
| Kolumbien (ASINCOL)       | Diamant                                                                | 100.000   |
| Mexiko (AMPROFON)         | 2× Platin                                                              | 120.000   |
| Peru (UNIMPRO)            | 3× Platin                                                              | 18.000    |
| Portugal (AFP)            | Gold                                                                   | 5.000     |
| Spanien (Promusicae)      | 4× Platin                                                              | 240.000   |
| Venezuela (APFV)          | 3× Platin                                                              | 30.000    |
| Vereinigte Staaten (RIAA) | Diamant                                                                | 600.000   |
| Insgesamt                 | 1× Gold · 22× Platin · 2× Diamant ·                                    | 1.365.000 |

### Controla
| Land/Region          | Auszeichnungen für Musikverkäufe (Land/Region, Auszeichnung, Verkäufe) | Verkäufe |
| -------------------- | ---------------------------------------------------------------------- | -------- |
| Spanien (Promusicae) | Gold                                                                   | 20.000   |
| Insgesamt            | 1× Gold ·                                                              | 20.000   |

### Verte ir
| Land/Region               | Auszeichnungen für Musikverkäufe (Land/Region, Auszeichnung, Verkäufe) | Verkäufe  |
| ------------------------- | ---------------------------------------------------------------------- | --------- |
| Italien (FIMI)            | Gold                                                                   | 35.000    |
| Spanien (Promusicae)      | 4× Platin                                                              | 240.000   |
| Vereinigte Staaten (RIAA) | 24× Platin                                                             | 1.440.000 |
| Insgesamt                 | 1× Gold · 8× Platin · 2× Diamant ·                                     | 1.715.000 |

### Baila Baila Baila (Remix)
| Land/Region          | Auszeichnungen für Musikverkäufe (Land/Region, Auszeichnung, Verkäufe) | Verkäufe |
| -------------------- | ---------------------------------------------------------------------- | -------- |
| Spanien (Promusicae) | 2× Platin                                                              | 120.000  |
| Insgesamt            | 2× Platin ·                                                            | 120.000  |

### Guayo
| Land/Region          | Auszeichnungen für Musikverkäufe (Land/Region, Auszeichnung, Verkäufe) | Verkäufe |
| -------------------- | ---------------------------------------------------------------------- | -------- |
| Spanien (Promusicae) | Gold                                                                   | 30.000   |
| Insgesamt            | 1× Gold ·                                                              | 30.000   |

### Dices que te vas
| Land/Region   | Auszeichnungen für Musikverkäufe (Land/Region, Auszeichnung, Verkäufe) | Verkäufe |
| ------------- | ---------------------------------------------------------------------- | -------- |
| Uruguay (CUD) | Gold                                                                   | 1.500    |
| Insgesamt     | 1× Gold ·                                                              | 1.500    |

### Tú no amas
| Land/Region               | Auszeichnungen für Musikverkäufe (Land/Region, Auszeichnung, Verkäufe) | Verkäufe |
| ------------------------- | ---------------------------------------------------------------------- | -------- |
| Spanien (Promusicae)      | Gold                                                                   | 30.000   |
| Vereinigte Staaten (RIAA) | 8× Platin                                                              | 480.000  |
| Insgesamt                 | 1× Gold · 8× Platin ·                                                  | 510.000  |

### LHNA
| Land/Region               | Auszeichnungen für Musikverkäufe (Land/Region, Auszeichnung, Verkäufe) | Verkäufe |
| ------------------------- | ---------------------------------------------------------------------- | -------- |
| Spanien (Promusicae)      | Gold                                                                   | 30.000   |
| Vereinigte Staaten (RIAA) | Platin                                                                 | 60.000   |
| Insgesamt                 | 1× Gold · 1× Platin ·                                                  | 90.000   |

### Cambio
| Land/Region          | Auszeichnungen für Musikverkäufe (Land/Region, Auszeichnung, Verkäufe) | Verkäufe |
| -------------------- | ---------------------------------------------------------------------- | -------- |
| Spanien (Promusicae) | Gold                                                                   | 30.000   |
| Insgesamt            | 1× Gold ·                                                              | 30.000   |

### China
| Land/Region               | Auszeichnungen für Musikverkäufe (Land/Region, Auszeichnung, Verkäufe) | Verkäufe  |
| ------------------------- | ---------------------------------------------------------------------- | --------- |
| Frankreich (SNEP)         | Gold                                                                   | 100.000   |
| Italien (FIMI)            | 2× Platin                                                              | 140.000   |
| Mexiko (AMPROFON)         | Diamant · + 5× Gold                                                    | 450.000   |
| Portugal (AFP)            | Platin                                                                 | 10.000    |
| Spanien (Promusicae)      | 8× Platin                                                              | 480.000   |
| Vereinigte Staaten (RIAA) | Gold                                                                   | 30.000    |
| Insgesamt                 | 3× Gold · 13× Platin · 1× Diamant ·                                    | 1.210.000 |

### Otro trago (Remix)
| Land/Region          | Auszeichnungen für Musikverkäufe (Land/Region, Auszeichnung, Verkäufe) | Verkäufe |
| -------------------- | ---------------------------------------------------------------------- | -------- |
| Spanien (Promusicae) | 3× Platin                                                              | 180.000  |
| Insgesamt            | 3× Platin ·                                                            | 180.000  |

### Adicto
| Land/Region               | Auszeichnungen für Musikverkäufe (Land/Region, Auszeichnung, Verkäufe) | Verkäufe  |
| ------------------------- | ---------------------------------------------------------------------- | --------- |
| Brasilien (PMB)           | Platin                                                                 | 40.000    |
| Chile (IFPI)              | Diamant                                                                | 400.000   |
| Italien (FIMI)            | Gold                                                                   | 35.000    |
| Mexiko (AMPROFON)         | 4× Platin                                                              | 240.000   |
| Portugal (AFP)            | Gold                                                                   | 5.000     |
| Spanien (Promusicae)      | 4× Platin                                                              | 240.000   |
| Vereinigte Staaten (RIAA) | Platin                                                                 | 1.000.000 |
| Insgesamt                 | 2× Gold · 10× Platin · 1× Diamant ·                                    | 1.960.000 |

### Yes
| Land/Region               | Auszeichnungen für Musikverkäufe (Land/Region, Auszeichnung, Verkäufe) | Verkäufe |
| ------------------------- | ---------------------------------------------------------------------- | -------- |
| Vereinigte Staaten (RIAA) | Gold                                                                   | 500.000  |
| Insgesamt                 | 1× Gold ·                                                              | 500.000  |

### Whine Up
| Land/Region          | Auszeichnungen für Musikverkäufe (Land/Region, Auszeichnung, Verkäufe) | Verkäufe |
| -------------------- | ---------------------------------------------------------------------- | -------- |
| Mexiko (AMPROFON)    | 3× Platin                                                              | 180.000  |
| Spanien (Promusicae) | 3× Platin                                                              | 120.000  |
| Insgesamt            | 6× Platin ·                                                            | 300.000  |

### Gan-Ga (Remix)
| Land/Region          | Auszeichnungen für Musikverkäufe (Land/Region, Auszeichnung, Verkäufe) | Verkäufe |
| -------------------- | ---------------------------------------------------------------------- | -------- |
| Spanien (Promusicae) | Platin                                                                 | 60.000   |
| Insgesamt            | 1× Platin ·                                                            | 60.000   |

### Me gusta
| Land/Region          | Auszeichnungen für Musikverkäufe (Land/Region, Auszeichnung, Verkäufe) | Verkäufe |
| -------------------- | ---------------------------------------------------------------------- | -------- |
| Brasilien (PMB)      | 2× Platin                                                              | 80.000   |
| Italien (FIMI)       | Gold                                                                   | 35.000   |
| Kanada (MC)          | Platin                                                                 | 80.000   |
| Mexiko (AMPROFON)    | 9× Gold                                                                | 270.000  |
| Polen (ZPAV)         | Gold                                                                   | 10.000   |
| Spanien (Promusicae) | 3× Platin                                                              | 120.000  |
| Insgesamt            | 3× Gold · 10× Platin ·                                                 | 595.000  |

### Medusa
| Land/Region               | Auszeichnungen für Musikverkäufe (Land/Region, Auszeichnung, Verkäufe) | Verkäufe |
| ------------------------- | ---------------------------------------------------------------------- | -------- |
| Spanien (Promusicae)      | 2× Platin                                                              | 120.000  |
| Vereinigte Staaten (RIAA) | Diamant                                                                | 600.000  |
| Insgesamt                 | 2× Platin · 1× Diamant ·                                               | 720.000  |

### Keii
| Land/Region          | Auszeichnungen für Musikverkäufe (Land/Region, Auszeichnung, Verkäufe) | Verkäufe |
| -------------------- | ---------------------------------------------------------------------- | -------- |
| Mexiko (AMPROFON)    | 3× Gold                                                                | 90.000   |
| Spanien (Promusicae) | 2× Platin                                                              | 80.000   |
| Insgesamt            | 1× Gold · 3× Platin ·                                                  | 170.000  |

### Fantasías (Remix)
| Land/Region          | Auszeichnungen für Musikverkäufe (Land/Region, Auszeichnung, Verkäufe) | Verkäufe |
| -------------------- | ---------------------------------------------------------------------- | -------- |
| Mexiko (AMPROFON)    | 3× Gold                                                                | 90.000   |
| Spanien (Promusicae) | Platin                                                                 | 40.000   |
| Insgesamt            | 1× Gold · 2× Platin ·                                                  | 130.000  |

### Follow
| Land/Region          | Auszeichnungen für Musikverkäufe (Land/Region, Auszeichnung, Verkäufe) | Verkäufe |
| -------------------- | ---------------------------------------------------------------------- | -------- |
| Spanien (Promusicae) | Platin                                                                 | 60.000   |
| Insgesamt            | 1× Platin ·                                                            | 60.000   |

### 3 de Abril
| Land/Region          | Auszeichnungen für Musikverkäufe (Land/Region, Auszeichnung, Verkäufe) | Verkäufe |
| -------------------- | ---------------------------------------------------------------------- | -------- |
| Spanien (Promusicae) | Gold                                                                   | 30.000   |
| Insgesamt            | 1× Gold ·                                                              | 30.000   |

### Sola & vacía
| Land/Region               | Auszeichnungen für Musikverkäufe (Land/Region, Auszeichnung, Verkäufe) | Verkäufe |
| ------------------------- | ---------------------------------------------------------------------- | -------- |
| Spanien (Promusicae)      | Platin                                                                 | 40.000   |
| Vereinigte Staaten (RIAA) | 2× Platin                                                              | 120.000  |
| Insgesamt                 | 3× Platin ·                                                            | 160.000  |

### La jeepeta (Remix)
| Land/Region               | Auszeichnungen für Musikverkäufe (Land/Region, Auszeichnung, Verkäufe) | Verkäufe  |
| ------------------------- | ---------------------------------------------------------------------- | --------- |
| Spanien (Promusicae)      | 4× Platin                                                              | 160.000   |
| Vereinigte Staaten (RIAA) | 16× Platin                                                             | 960.000   |
| Insgesamt                 | 10× Platin · 1× Diamant ·                                              | 1.120.000 |

### Conversacion con dios
| Land/Region               | Auszeichnungen für Musikverkäufe (Land/Region, Auszeichnung, Verkäufe) | Verkäufe |
| ------------------------- | ---------------------------------------------------------------------- | -------- |
| Vereinigte Staaten (RIAA) | Platin                                                                 | 60.000   |
| Insgesamt                 | 1× Platin ·                                                            | 60.000   |

### Sur y norte
| Land/Region               | Auszeichnungen für Musikverkäufe (Land/Region, Auszeichnung, Verkäufe) | Verkäufe |
| ------------------------- | ---------------------------------------------------------------------- | -------- |
| Spanien (Promusicae)      | 2× Platin                                                              | 80.000   |
| Vereinigte Staaten (RIAA) | Gold                                                                   | 30.000   |
| Insgesamt                 | 1× Gold · 2× Platin ·                                                  | 110.000  |

### La bebé (Remix)
| Land/Region               | Auszeichnungen für Musikverkäufe (Land/Region, Auszeichnung, Verkäufe) | Verkäufe |
| ------------------------- | ---------------------------------------------------------------------- | -------- |
| Spanien (Promusicae)      | Gold                                                                   | 30.000   |
| Vereinigte Staaten (RIAA) | Gold                                                                   | 30.000   |
| Insgesamt                 | 2× Gold ·                                                              | 60.000   |

### Fútbol y Rumba
| Land/Region          | Auszeichnungen für Musikverkäufe (Land/Region, Auszeichnung, Verkäufe) | Verkäufe |
| -------------------- | ---------------------------------------------------------------------- | -------- |
| Spanien (Promusicae) | Platin                                                                 | 60.000   |
| Insgesamt            | 1× Platin ·                                                            | 60.000   |

### Elegí (Remix)
| Land/Region          | Auszeichnungen für Musikverkäufe (Land/Region, Auszeichnung, Verkäufe) | Verkäufe |
| -------------------- | ---------------------------------------------------------------------- | -------- |
| Mexiko (AMPROFON)    | Diamant · + 2× Platin                                                  | 420.000  |
| Spanien (Promusicae) | Gold                                                                   | 30.000   |
| Insgesamt            | 1× Gold · 2× Platin · 1× Diamant ·                                     | 450.000  |

### Don Don
| Land/Region               | Auszeichnungen für Musikverkäufe (Land/Region, Auszeichnung, Verkäufe) | Verkäufe |
| ------------------------- | ---------------------------------------------------------------------- | -------- |
| Spanien (Promusicae)      | Platin                                                                 | 40.000   |
| Vereinigte Staaten (RIAA) | 2× Platin                                                              | 120.000  |
| Insgesamt                 | 3× Platin ·                                                            | 160.000  |

### Reloj
| Land/Region          | Auszeichnungen für Musikverkäufe (Land/Region, Auszeichnung, Verkäufe) | Verkäufe  |
| -------------------- | ---------------------------------------------------------------------- | --------- |
| Brasilien (PMB)      | Gold                                                                   | 20.000    |
| Mexiko (AMPROFON)    | 2× Diamant · + Gold                                                    | 660.000   |
| Spanien (Promusicae) | 3× Platin                                                              | 180.000   |
| Zentralamerika (CFC) | 4× Platin                                                              | 280.000   |
| Insgesamt            | 1× Gold · 8× Platin · 2× Diamant ·                                     | 1.140.000 |

### Diosa (Remix)
| Land/Region          | Auszeichnungen für Musikverkäufe (Land/Region, Auszeichnung, Verkäufe) | Verkäufe |
| -------------------- | ---------------------------------------------------------------------- | -------- |
| Spanien (Promusicae) | Gold                                                                   | 20.000   |
| Insgesamt            | 1× Gold ·                                                              | 20.000   |

### Location
| Land/Region               | Auszeichnungen für Musikverkäufe (Land/Region, Auszeichnung, Verkäufe) | Verkäufe  |
| ------------------------- | ---------------------------------------------------------------------- | --------- |
| Argentinien (CAPIF)       | Gold                                                                   | 10.000    |
| Chile (IFPI)              | Platin                                                                 | 200.000   |
| Mexiko (AMPROFON)         | Diamant · + 3× Gold                                                    | 910.000   |
| Spanien (Promusicae)      | Platin                                                                 | 40.000    |
| Vereinigte Staaten (RIAA) | 6× Platin                                                              | 360.000   |
| Zentralamerika (CFC)      | Platin                                                                 | 70.000    |
| Insgesamt                 | 2× Gold · 10× Platin · 1× Diamant ·                                    | 1.590.000 |

### Fiel (Remix)
| Land/Region               | Auszeichnungen für Musikverkäufe (Land/Region, Auszeichnung, Verkäufe) | Verkäufe |
| ------------------------- | ---------------------------------------------------------------------- | -------- |
| Spanien (Promusicae)      | 2× Platin                                                              | 120.000  |
| Vereinigte Staaten (RIAA) | 8× Platin                                                              | 480.000  |
| Insgesamt                 | 10× Platin ·                                                           | 600.000  |

### 23 preguntas
| Land/Region          | Auszeichnungen für Musikverkäufe (Land/Region, Auszeichnung, Verkäufe) | Verkäufe |
| -------------------- | ---------------------------------------------------------------------- | -------- |
| Spanien (Promusicae) | Platin                                                                 | 60.000   |
| Insgesamt            | 1× Platin ·                                                            | 60.000   |

### Ley seca
| Land/Region          | Auszeichnungen für Musikverkäufe (Land/Region, Auszeichnung, Verkäufe) | Verkäufe |
| -------------------- | ---------------------------------------------------------------------- | -------- |
| Chile (IFPI)         | Platin                                                                 | 200.000  |
| Spanien (Promusicae) | 5× Platin                                                              | 300.000  |
| Zentralamerika (CFC) | Platin                                                                 | 70.000   |
| Insgesamt            | 7× Platin ·                                                            | 570.000  |

### Dictadura
| Land/Region          | Auszeichnungen für Musikverkäufe (Land/Region, Auszeichnung, Verkäufe) | Verkäufe |
| -------------------- | ---------------------------------------------------------------------- | -------- |
| Spanien (Promusicae) | Gold                                                                   | 20.000   |
| Insgesamt            | 1× Gold ·                                                              | 20.000   |

### Anuel AA: Bzrp Music Session Vol. 46
| Land/Region          | Auszeichnungen für Musikverkäufe (Land/Region, Auszeichnung, Verkäufe) | Verkäufe |
| -------------------- | ---------------------------------------------------------------------- | -------- |
| Spanien (Promusicae) | Platin                                                                 | 60.000   |
| Insgesamt            | 1× Platin ·                                                            | 60.000   |

### Súbelo
| Land/Region          | Auszeichnungen für Musikverkäufe (Land/Region, Auszeichnung, Verkäufe) | Verkäufe |
| -------------------- | ---------------------------------------------------------------------- | -------- |
| Spanien (Promusicae) | Platin                                                                 | 60.000   |
| Insgesamt            | 1× Platin ·                                                            | 60.000   |

### La llevo al cielo
| Land/Region          | Auszeichnungen für Musikverkäufe (Land/Region, Auszeichnung, Verkäufe) | Verkäufe |
| -------------------- | ---------------------------------------------------------------------- | -------- |
| Spanien (Promusicae) | 3× Platin                                                              | 180.000  |
| Insgesamt            | 3× Platin ·                                                            | 180.000  |

### ¿Qué Nos Pasó?
| Land/Region          | Auszeichnungen für Musikverkäufe (Land/Region, Auszeichnung, Verkäufe) | Verkäufe |
| -------------------- | ---------------------------------------------------------------------- | -------- |
| Spanien (Promusicae) | Platin                                                                 | 60.000   |
| Insgesamt            | 1× Platin ·                                                            | 60.000   |

### Delincuente(2022)
| Land/Region          | Auszeichnungen für Musikverkäufe (Land/Region, Auszeichnung, Verkäufe) | Verkäufe |
| -------------------- | ---------------------------------------------------------------------- | -------- |
| Spanien (Promusicae) | Platin                                                                 | 60.000   |
| Mexiko (AMPROFON)    | Platin                                                                 | 140.000  |
| Insgesamt            | 2× Platin ·                                                            | 200.000  |

### Mercedes Tintea
| Land/Region          | Auszeichnungen für Musikverkäufe (Land/Region, Auszeichnung, Verkäufe) | Verkäufe |
| -------------------- | ---------------------------------------------------------------------- | -------- |
| Spanien (Promusicae) | Gold                                                                   | 30.000   |
| Insgesamt            | 1× Gold ·                                                              | 30.000   |

### Brother
| Land/Region          | Auszeichnungen für Musikverkäufe (Land/Region, Auszeichnung, Verkäufe) | Verkäufe |
| -------------------- | ---------------------------------------------------------------------- | -------- |
| Spanien (Promusicae) | Gold                                                                   | 30.000   |
| Insgesamt            | 1× Gold ·                                                              | 30.000   |

### El nene
| Land/Region               | Auszeichnungen für Musikverkäufe (Land/Region, Auszeichnung, Verkäufe) | Verkäufe |
| ------------------------- | ---------------------------------------------------------------------- | -------- |
| Spanien (Promusicae)      | Gold                                                                   | 30.000   |
| Vereinigte Staaten (RIAA) | 2× Platin                                                              | 120.000  |
| Insgesamt                 | 1× Gold · 2× Platin ·                                                  | 150.000  |

### Duro
| Land/Region          | Auszeichnungen für Musikverkäufe (Land/Region, Auszeichnung, Verkäufe) | Verkäufe |
| -------------------- | ---------------------------------------------------------------------- | -------- |
| Spanien (Promusicae) | Gold                                                                   | 30.000   |
| Insgesamt            | 1× Gold ·                                                              | 30.000   |

### Presidentes muertos
| Land/Region               | Auszeichnungen für Musikverkäufe (Land/Region, Auszeichnung, Verkäufe) | Verkäufe |
| ------------------------- | ---------------------------------------------------------------------- | -------- |
| Vereinigte Staaten (RIAA) | Platin                                                                 | 60.000   |
| Insgesamt                 | 1× Platin ·                                                            | 60.000   |

### Más rica que ayer
| Land/Region               | Auszeichnungen für Musikverkäufe (Land/Region, Auszeichnung, Verkäufe) | Verkäufe |
| ------------------------- | ---------------------------------------------------------------------- | -------- |
| Spanien (Promusicae)      | Platin                                                                 | 60.000   |
| Vereinigte Staaten (RIAA) | 11× Platin                                                             | 660.000  |
| Insgesamt                 | 2× Platin · 1× Diamant ·                                               | 720.000  |

### Triste verano
| Land/Region          | Auszeichnungen für Musikverkäufe (Land/Region, Auszeichnung, Verkäufe) | Verkäufe |
| -------------------- | ---------------------------------------------------------------------- | -------- |
| Spanien (Promusicae) | Platin                                                                 | 60.000   |
| Insgesamt            | 1× Platin ·                                                            | 60.000   |

### Mi Exxx
| Land/Region               | Auszeichnungen für Musikverkäufe (Land/Region, Auszeichnung, Verkäufe) | Verkäufe |
| ------------------------- | ---------------------------------------------------------------------- | -------- |
| Vereinigte Staaten (RIAA) | 2× Platin                                                              | 120.000  |
| Insgesamt                 | 2× Platin ·                                                            | 120.000  |

### Mejor que yo
| Land/Region               | Auszeichnungen für Musikverkäufe (Land/Region, Auszeichnung, Verkäufe) | Verkäufe |
| ------------------------- | ---------------------------------------------------------------------- | -------- |
| Spanien (Promusicae)      | Gold                                                                   | 30.000   |
| Vereinigte Staaten (RIAA) | 4× Platin                                                              | 240.000  |
| Insgesamt                 | 1× Gold · 4× Platin ·                                                  | 270.000  |

### Pacto (Remix)
| Land/Region          | Auszeichnungen für Musikverkäufe (Land/Region, Auszeichnung, Verkäufe) | Verkäufe |
| -------------------- | ---------------------------------------------------------------------- | -------- |
| Spanien (Promusicae) | Platin                                                                 | 60.000   |
| Insgesamt            | 1× Platin ·                                                            | 60.000   |

### Corazón Roto pt. 3
| Land/Region               | Auszeichnungen für Musikverkäufe (Land/Region, Auszeichnung, Verkäufe) | Verkäufe |
| ------------------------- | ---------------------------------------------------------------------- | -------- |
| Vereinigte Staaten (RIAA) | 4× Platin                                                              | 240.000  |
| Insgesamt                 | 4× Platin ·                                                            | 240.000  |

### OA
| Land/Region               | Auszeichnungen für Musikverkäufe (Land/Region, Auszeichnung, Verkäufe) | Verkäufe |
| ------------------------- | ---------------------------------------------------------------------- | -------- |
| Spanien (Promusicae)      | 3× Platin                                                              | 180.000  |
| Vereinigte Staaten (RIAA) | 4× Platin                                                              | 240.000  |
| Insgesamt                 | 7× Platin ·                                                            | 420.000  |

### Bad Boy
| Land/Region          | Auszeichnungen für Musikverkäufe (Land/Region, Auszeichnung, Verkäufe) | Verkäufe |
| -------------------- | ---------------------------------------------------------------------- | -------- |
| Spanien (Promusicae) | Platin                                                                 | 60.000   |
| Insgesamt            | 1× Platin ·                                                            | 60.000   |

### VVS Switch (Remix)
| Land/Region          | Auszeichnungen für Musikverkäufe (Land/Region, Auszeichnung, Verkäufe) | Verkäufe |
| -------------------- | ---------------------------------------------------------------------- | -------- |
| Spanien (Promusicae) | Gold                                                                   | 30.000   |
| Insgesamt            | 1× Gold ·                                                              | 30.000   |

### Bby Boo (Remix)
| Land/Region               | Auszeichnungen für Musikverkäufe (Land/Region, Auszeichnung, Verkäufe) | Verkäufe |
| ------------------------- | ---------------------------------------------------------------------- | -------- |
| Spanien (Promusicae)      | 2× Platin                                                              | 120.000  |
| Vereinigte Staaten (RIAA) | 4× Platin                                                              | 240.000  |
| Insgesamt                 | 6× Platin ·                                                            | 360.000  |

### Kilerito
| Land/Region               | Auszeichnungen für Musikverkäufe (Land/Region, Auszeichnung, Verkäufe) | Verkäufe |
| ------------------------- | ---------------------------------------------------------------------- | -------- |
| Spanien (Promusicae)      | Gold                                                                   | 30.000   |
| Vereinigte Staaten (RIAA) | Platin                                                                 | 60.000   |
| Insgesamt                 | 1× Gold · 1× Platin ·                                                  | 90.000   |

### Toki
| Land/Region               | Auszeichnungen für Musikverkäufe (Land/Region, Auszeichnung, Verkäufe) | Verkäufe |
| ------------------------- | ---------------------------------------------------------------------- | -------- |
| Vereinigte Staaten (RIAA) | 4× Platin                                                              | 240.000  |
| Insgesamt                 | 4× Platin ·                                                            | 240.000  |

### Bellakita
| Land/Region               | Auszeichnungen für Musikverkäufe (Land/Region, Auszeichnung, Verkäufe) | Verkäufe |
| ------------------------- | ---------------------------------------------------------------------- | -------- |
| Vereinigte Staaten (RIAA) | Gold                                                                   | 30.000   |
| Insgesamt                 | 1× Gold ·                                                              | 30.000   |

### XQCP
| Land/Region               | Auszeichnungen für Musikverkäufe (Land/Region, Auszeichnung, Verkäufe) | Verkäufe |
| ------------------------- | ---------------------------------------------------------------------- | -------- |
| Vereinigte Staaten (RIAA) | Platin                                                                 | 60.000   |
| Insgesamt                 | 1× Platin ·                                                            | 60.000   |

### Wya Remix Black and Yellow
| Land/Region               | Auszeichnungen für Musikverkäufe (Land/Region, Auszeichnung, Verkäufe) | Verkäufe |
| ------------------------- | ---------------------------------------------------------------------- | -------- |
| Vereinigte Staaten (RIAA) | Platin                                                                 | 60.000   |
| Insgesamt                 | 1× Platin ·                                                            | 60.000   |

### Serio con ese q
| Land/Region               | Auszeichnungen für Musikverkäufe (Land/Region, Auszeichnung, Verkäufe) | Verkäufe |
| ------------------------- | ---------------------------------------------------------------------- | -------- |
| Spanien (Promusicae)      | Gold                                                                   | 30.000   |
| Vereinigte Staaten (RIAA) | Platin                                                                 | 60.000   |
| Insgesamt                 | 1× Gold · 1× Platin ·                                                  | 90.000   |

### Deportivo
| Land/Region               | Auszeichnungen für Musikverkäufe (Land/Region, Auszeichnung, Verkäufe) | Verkäufe |
| ------------------------- | ---------------------------------------------------------------------- | -------- |
| Mexiko (AMPROFON)         | Gold                                                                   | 70.000   |
| Spanien (Promusicae)      | Gold                                                                   | 30.000   |
| Vereinigte Staaten (RIAA) | 3× Platin                                                              | 180.000  |
| Insgesamt                 | 2× Gold · 3× Platin ·                                                  | 280.000  |

### Mirame (Remix)
| Land/Region               | Auszeichnungen für Musikverkäufe (Land/Region, Auszeichnung, Verkäufe) | Verkäufe |
| ------------------------- | ---------------------------------------------------------------------- | -------- |
| Vereinigte Staaten (RIAA) | Platin                                                                 | 60.000   |
| Insgesamt                 | 1× Platin ·                                                            | 60.000   |

## Auszeichnungen nach Liedern

### Diablita
| Land/Region          | Auszeichnungen für Musikverkäufe (Land/Region, Auszeichnung, Verkäufe) | Verkäufe |
| -------------------- | ---------------------------------------------------------------------- | -------- |
| Spanien (Promusicae) | Platin                                                                 | 60.000   |
| Insgesamt            | 1× Platin ·                                                            | 60.000   |

### Brindemos
| Land/Region               | Auszeichnungen für Musikverkäufe (Land/Region, Auszeichnung, Verkäufe) | Verkäufe |
| ------------------------- | ---------------------------------------------------------------------- | -------- |
| Spanien (Promusicae)      | Platin                                                                 | 60.000   |
| Vereinigte Staaten (RIAA) | 7× Platin                                                              | 420.000  |
| Insgesamt                 | 8× Platin ·                                                            | 480.000  |

### Quiere beber
| Land/Region               | Auszeichnungen für Musikverkäufe (Land/Region, Auszeichnung, Verkäufe) | Verkäufe |
| ------------------------- | ---------------------------------------------------------------------- | -------- |
| Spanien (Promusicae)      | 3× Platin                                                              | 180.000  |
| Vereinigte Staaten (RIAA) | 9× Platin                                                              | 540.000  |
| Insgesamt                 | 12× Platin ·                                                           | 720.000  |

### Hipócrita
| Land/Region               | Auszeichnungen für Musikverkäufe (Land/Region, Auszeichnung, Verkäufe) | Verkäufe |
| ------------------------- | ---------------------------------------------------------------------- | -------- |
| Spanien (Promusicae)      | 2× Platin                                                              | 120.000  |
| Vereinigte Staaten (RIAA) | 3× Platin                                                              | 180.000  |
| Insgesamt                 | 5× Platin ·                                                            | 300.000  |

### Na’ nuevo
| Land/Region               | Auszeichnungen für Musikverkäufe (Land/Region, Auszeichnung, Verkäufe) | Verkäufe |
| ------------------------- | ---------------------------------------------------------------------- | -------- |
| Spanien (Promusicae)      | Gold                                                                   | 30.000   |
| Vereinigte Staaten (RIAA) | 3× Platin                                                              | 180.000  |
| Insgesamt                 | 1× Gold · 3× Platin ·                                                  | 210.000  |

### Modo de Avion
| Land/Region               | Auszeichnungen für Musikverkäufe (Land/Region, Auszeichnung, Verkäufe) | Verkäufe |
| ------------------------- | ---------------------------------------------------------------------- | -------- |
| Vereinigte Staaten (RIAA) | Platin                                                                 | 60.000   |
| Insgesamt                 | 1× Platin ·                                                            | 60.000   |

### Espina
| Land/Region               | Auszeichnungen für Musikverkäufe (Land/Region, Auszeichnung, Verkäufe) | Verkäufe |
| ------------------------- | ---------------------------------------------------------------------- | -------- |
| Spanien (Promusicae)      | Gold                                                                   | 30.000   |
| Vereinigte Staaten (RIAA) | Platin                                                                 | 60.000   |
| Insgesamt                 | 1× Gold · 1× Platin ·                                                  | 90.000   |

### Tu No Lo Amas
| Land/Region               | Auszeichnungen für Musikverkäufe (Land/Region, Auszeichnung, Verkäufe) | Verkäufe |
| ------------------------- | ---------------------------------------------------------------------- | -------- |
| Spanien (Promusicae)      | Platin                                                                 | 60.000   |
| Vereinigte Staaten (RIAA) | Platin                                                                 | 60.000   |
| Insgesamt                 | 2× Platin ·                                                            | 120.000  |

### Te Necesito
| Land/Region               | Auszeichnungen für Musikverkäufe (Land/Region, Auszeichnung, Verkäufe) | Verkäufe |
| ------------------------- | ---------------------------------------------------------------------- | -------- |
| Spanien (Promusicae)      | Gold                                                                   | 30.000   |
| Vereinigte Staaten (RIAA) | Platin                                                                 | 60.000   |
| Insgesamt                 | 1× Gold · 1× Platin ·                                                  | 90.000   |

### Bandolera
| Land/Region               | Auszeichnungen für Musikverkäufe (Land/Region, Auszeichnung, Verkäufe) | Verkäufe |
| ------------------------- | ---------------------------------------------------------------------- | -------- |
| Spanien (Promusicae)      | Platin                                                                 | 60.000   |
| Vereinigte Staaten (RIAA) | Platin                                                                 | 60.000   |
| Insgesamt                 | 2× Platin ·                                                            | 120.000  |

### Pensando en Ti
| Land/Region               | Auszeichnungen für Musikverkäufe (Land/Region, Auszeichnung, Verkäufe) | Verkäufe |
| ------------------------- | ---------------------------------------------------------------------- | -------- |
| Spanien (Promusicae)      | Platin                                                                 | 60.000   |
| Vereinigte Staaten (RIAA) | Platin                                                                 | 60.000   |
| Insgesamt                 | 2× Platin ·                                                            | 120.000  |

### Naturaleza
| Land/Region               | Auszeichnungen für Musikverkäufe (Land/Region, Auszeichnung, Verkäufe) | Verkäufe |
| ------------------------- | ---------------------------------------------------------------------- | -------- |
| Spanien (Promusicae)      | Gold                                                                   | 30.000   |
| Vereinigte Staaten (RIAA) | Platin                                                                 | 60.000   |
| Insgesamt                 | 1× Gold · 1× Platin ·                                                  | 90.000   |

### Supuestamente
| Land/Region          | Auszeichnungen für Musikverkäufe (Land/Region, Auszeichnung, Verkäufe) | Verkäufe |
| -------------------- | ---------------------------------------------------------------------- | -------- |
| Spanien (Promusicae) | Gold                                                                   | 30.000   |
| Insgesamt            | 1× Gold ·                                                              | 30.000   |

### Mala
| Land/Region          | Auszeichnungen für Musikverkäufe (Land/Region, Auszeichnung, Verkäufe) | Verkäufe |
| -------------------- | ---------------------------------------------------------------------- | -------- |
| Frankreich (SNEP)    | Platin                                                                 | 200.000  |
| Griechenland (IFPI)  | Gold                                                                   | 10.000   |
| Italien (FIMI)       | Platin                                                                 | 50.000   |
| Spanien (Promusicae) | 2× Platin                                                              | 80.000   |
| Insgesamt            | 1× Gold · 4× Platin ·                                                  | 340.000  |

### Yeezy
| Land/Region               | Auszeichnungen für Musikverkäufe (Land/Region, Auszeichnung, Verkäufe) | Verkäufe |
| ------------------------- | ---------------------------------------------------------------------- | -------- |
| Spanien (Promusicae)      | Platin                                                                 | 60.000   |
| Vereinigte Staaten (RIAA) | 3× Platin                                                              | 180.000  |
| Insgesamt                 | 4× Platin ·                                                            | 240.000  |

### Familia
| Land/Region     | Auszeichnungen für Musikverkäufe (Land/Region, Auszeichnung, Verkäufe) | Verkäufe |
| --------------- | ---------------------------------------------------------------------- | -------- |
| Brasilien (PMB) | Gold                                                                   | 20.000   |
| Insgesamt       | 1× Gold ·                                                              | 20.000   |

### Delincuente(2019)
| Land/Region               | Auszeichnungen für Musikverkäufe (Land/Region, Auszeichnung, Verkäufe) | Verkäufe |
| ------------------------- | ---------------------------------------------------------------------- | -------- |
| Mexiko (AMPROFON)         | Platin                                                                 | 60.000   |
| Spanien (Promusicae)      | Platin                                                                 | 40.000   |
| Vereinigte Staaten (RIAA) | 4× Platin                                                              | 240.000  |
| Insgesamt                 | 6× Platin ·                                                            | 340.000  |

### Te quemaste
| Land/Region          | Auszeichnungen für Musikverkäufe (Land/Region, Auszeichnung, Verkäufe) | Verkäufe |
| -------------------- | ---------------------------------------------------------------------- | -------- |
| Italien (FIMI)       | Gold                                                                   | 50.000   |
| Mexiko (AMPROFON)    | 2× Platin                                                              | 120.000  |
| Spanien (Promusicae) | 3× Platin                                                              | 180.000  |
| Insgesamt            | 1× Gold · 5× Platin ·                                                  | 350.000  |

### Aventura
| Land/Region          | Auszeichnungen für Musikverkäufe (Land/Region, Auszeichnung, Verkäufe) | Verkäufe |
| -------------------- | ---------------------------------------------------------------------- | -------- |
| Spanien (Promusicae) | 2× Platin                                                              | 80.000   |
| Insgesamt            | 2× Platin ·                                                            | 80.000   |

### Está cabrón ser yo
| Land/Region          | Auszeichnungen für Musikverkäufe (Land/Region, Auszeichnung, Verkäufe) | Verkäufe |
| -------------------- | ---------------------------------------------------------------------- | -------- |
| Spanien (Promusicae) | Platin                                                                 | 60.000   |
| Insgesamt            | 1× Platin ·                                                            | 60.000   |

### Hasta que Dios diga
| Land/Region          | Auszeichnungen für Musikverkäufe (Land/Region, Auszeichnung, Verkäufe) | Verkäufe |
| -------------------- | ---------------------------------------------------------------------- | -------- |
| Italien (FIMI)       | Gold                                                                   | 50.000   |
| Mexiko (AMPROFON)    | Gold                                                                   | 30.000   |
| Spanien (Promusicae) | 5× Platin                                                              | 300.000  |
| Insgesamt            | 2× Gold · 5× Platin ·                                                  | 380.000  |

### Reggaetonera
| Land/Region          | Auszeichnungen für Musikverkäufe (Land/Region, Auszeichnung, Verkäufe) | Verkäufe |
| -------------------- | ---------------------------------------------------------------------- | -------- |
| Mexiko (AMPROFON)    | Gold                                                                   | 30.000   |
| Spanien (Promusicae) | 2× Platin                                                              | 120.000  |
| Insgesamt            | 1× Gold · 2× Platin ·                                                  | 150.000  |

### Narcos
| Land/Region          | Auszeichnungen für Musikverkäufe (Land/Region, Auszeichnung, Verkäufe) | Verkäufe |
| -------------------- | ---------------------------------------------------------------------- | -------- |
| Spanien (Promusicae) | Platin                                                                 | 60.000   |
| Insgesamt            | 1× Platin ·                                                            | 60.000   |

### Jangueo
| Land/Region          | Auszeichnungen für Musikverkäufe (Land/Region, Auszeichnung, Verkäufe) | Verkäufe |
| -------------------- | ---------------------------------------------------------------------- | -------- |
| Spanien (Promusicae) | 2× Platin                                                              | 120.000  |
| Insgesamt            | 2× Platin ·                                                            | 120.000  |

### El manual
| Land/Region          | Auszeichnungen für Musikverkäufe (Land/Region, Auszeichnung, Verkäufe) | Verkäufe |
| -------------------- | ---------------------------------------------------------------------- | -------- |
| Spanien (Promusicae) | 3× Platin                                                              | 120.000  |
| Insgesamt            | 3× Platin ·                                                            | 120.000  |

### Así soy yo
| Land/Region          | Auszeichnungen für Musikverkäufe (Land/Region, Auszeichnung, Verkäufe) | Verkäufe |
| -------------------- | ---------------------------------------------------------------------- | -------- |
| Spanien (Promusicae) | Gold                                                                   | 30.000   |
| Insgesamt            | 1× Gold ·                                                              | 30.000   |

### Bandido
| Land/Region          | Auszeichnungen für Musikverkäufe (Land/Region, Auszeichnung, Verkäufe) | Verkäufe |
| -------------------- | ---------------------------------------------------------------------- | -------- |
| Spanien (Promusicae) | Gold                                                                   | 30.000   |
| Insgesamt            | 1× Gold ·                                                              | 30.000   |

### Por mi reggae muero 2020
| Land/Region               | Auszeichnungen für Musikverkäufe (Land/Region, Auszeichnung, Verkäufe) | Verkäufe |
| ------------------------- | ---------------------------------------------------------------------- | -------- |
| Spanien (Promusicae)      | Gold                                                                   | 30.000   |
| Vereinigte Staaten (RIAA) | Gold                                                                   | 30.000   |
| Insgesamt                 | 1× Gold ·                                                              | 60.000   |

### Antes
| Land/Region          | Auszeichnungen für Musikverkäufe (Land/Region, Auszeichnung, Verkäufe) | Verkäufe |
| -------------------- | ---------------------------------------------------------------------- | -------- |
| Spanien (Promusicae) | Platin                                                                 | 40.000   |
| Insgesamt            | 1× Platin ·                                                            | 40.000   |

### Los Dioses
| Land/Region          | Auszeichnungen für Musikverkäufe (Land/Region, Auszeichnung, Verkäufe) | Verkäufe |
| -------------------- | ---------------------------------------------------------------------- | -------- |
| Spanien (Promusicae) | Gold                                                                   | 30.000   |
| Insgesamt            | 1× Gold ·                                                              | 30.000   |

### Nena buena
| Land/Region          | Auszeichnungen für Musikverkäufe (Land/Region, Auszeichnung, Verkäufe) | Verkäufe |
| -------------------- | ---------------------------------------------------------------------- | -------- |
| Spanien (Promusicae) | Gold                                                                   | 20.000   |
| Insgesamt            | 1× Gold ·                                                              | 20.000   |

### North Carolina
| Land/Region          | Auszeichnungen für Musikverkäufe (Land/Region, Auszeichnung, Verkäufe) | Verkäufe |
| -------------------- | ---------------------------------------------------------------------- | -------- |
| Spanien (Promusicae) | Gold                                                                   | 30.000   |
| Insgesamt            | 1× Gold ·                                                              | 30.000   |

### McGregor
| Land/Region          | Auszeichnungen für Musikverkäufe (Land/Region, Auszeichnung, Verkäufe) | Verkäufe |
| -------------------- | ---------------------------------------------------------------------- | -------- |
| Spanien (Promusicae) | Gold                                                                   | 30.000   |
| Insgesamt            | 1× Gold ·                                                              | 30.000   |

### Esa cruz
| Land/Region          | Auszeichnungen für Musikverkäufe (Land/Region, Auszeichnung, Verkäufe) | Verkäufe |
| -------------------- | ---------------------------------------------------------------------- | -------- |
| Spanien (Promusicae) | Gold                                                                   | 30.000   |
| Insgesamt            | 1× Gold ·                                                              | 30.000   |

### Vibra
| Land/Region          | Auszeichnungen für Musikverkäufe (Land/Region, Auszeichnung, Verkäufe) | Verkäufe |
| -------------------- | ---------------------------------------------------------------------- | -------- |
| Spanien (Promusicae) | Gold                                                                   | 30.000   |
| Insgesamt            | 1× Gold ·                                                              | 30.000   |

### Pa ti estoy
| Land/Region          | Auszeichnungen für Musikverkäufe (Land/Region, Auszeichnung, Verkäufe) | Verkäufe |
| -------------------- | ---------------------------------------------------------------------- | -------- |
| Spanien (Promusicae) | Platin                                                                 | 60.000   |
| Insgesamt            | 1× Platin ·                                                            | 60.000   |

## Statistik und Quellen
| Land/RegionAuszeichnungen für Musikverkäufe (Land/Region, Auszeichnungen, Verkäufe, Quellen) | Gold       | Platin         | Diamant       | Verkäufe   | Quellen             |
| -------------------------------------------------------------------------------------------- | ---------- | -------------- | ------------- | ---------- | ------------------- |
| Argentinien (CAPIF)                                                                          | Gold1      | —              | —             | 10.000     | Einzelnachweise     |
| Brasilien (PMB)                                                                              | 2× Gold2   | 4× Platin4     | —             | 200.000    | pro-musicabr.org.br |
| Chile (IFPI)                                                                                 | 2× Gold2   | 3× Platin3     | Diamant1      | 1.100.000  | profovi.cl          |
| Ecuador (SOPROFON)                                                                           | —          | 7× Platin7     | —             | 42.000     | Einzelnachweise     |
| Frankreich (SNEP)                                                                            | 2× Gold2   | Platin1        | —             | 400.000    | snepmusique.com     |
| Griechenland (IFPI)                                                                          | Gold1      | —              | —             | 10.000     | Einzelnachweise     |
| Italien (FIMI)                                                                               | 9× Gold9   | 5× Platin5     | —             | 640.000    | fimi.it             |
| Kanada (MC)                                                                                  | —          | Platin1        | —             | 80.000     | musiccanada.com     |
| Kolumbien (ASINCOL)                                                                          | —          | —              | Diamant1      | 100.000    | Einzelnachweise     |
| Mexiko (AMPROFON)                                                                            | 8× Gold8   | 27× Platin27   | 5× Diamant5   | 4.000.000  | amprofon.com.mx     |
| Peru (UNIMPRO)                                                                               | —          | 4× Platin4     | —             | 24.000     | Einzelnachweise     |
| Polen (ZPAV)                                                                                 | Gold1      | —              | —             | 10.000     | olis.pl             |
| Portugal (AFP)                                                                               | 2× Gold2   | Platin1        | —             | 20.000     | Einzelnachweise     |
| Spanien (Promusicae)                                                                         | 46× Gold46 | 136× Platin136 | —             | 9.300.000  | elportaldemusica.es |
| Uruguay (CUD)                                                                                | Gold1      | 2× Platin2     | —             | 7.500      | Einzelnachweise     |
| Venezuela (APFV)                                                                             | —          | 3× Platin3     | —             | 30.000     | Einzelnachweise     |
| Vereinigte Staaten (RIAA)                                                                    | 11× Gold11 | 168× Platin168 | 11× Diamant11 | 19.820.000 | riaa.com            |
| Zentralamerika (CFC)                                                                         | Gold1      | 6× Platin6     | —             | 455.000    | cfc-musica.com      |
| Insgesamt                                                                                    | 87× Gold87 | 368× Platin368 | 18× Diamant18 |            |                     |